# 30 Rock/Episodenliste

Logo zur Serie

Diese Episodenliste enthält alle Episoden der US-amerikanischen Sitcom 30 Rock, sortiert nach der US-amerikanischen Erstausstrahlung. Zwischen 2006 und 2013 entstanden sieben Staffeln mit insgesamt 138 Episoden von jeweils etwa 21 Minuten Länge.
| # | Folgen | Vereinigte Staaten | Vereinigte Staaten | Vereinigte Staaten | US-Zuschauer | US-Zuschauer | Deutschland   | Deutschland   | Deutschland   |
| # | Folgen | Premiere           | Finale             | DVD                | Rang         | ∅            | Premiere      | Finale        | DVD           |
| - | ------ | ------------------ | ------------------ | ------------------ | ------------ | ------------ | ------------- | ------------- | ------------- |
| 1 | 21     | 11. Okt. 2006      | 26. Apr. 2007      | 4. Sep. 2007       | 102          | 5,8 Mio.     | 1. Feb. 2009  | 12. Apr. 2009 | 14. Mai 2009  |
| 2 | 15     | 4. Okt. 2007       | 8. Mai 2008        | 7. Okt. 2008       | 94           | 6,4 Mio.     | 12. Apr. 2009 | 31. Mai 2009  | 25. Feb. 2010 |
| 3 | 22     | 30. Okt. 2008      | 14. Mai 2009       | 22. Sep. 2009      | 69           | 7,5 Mio.     | 7. März 2010  | 16. Mai 2010  | 3. März 2011  |
| 4 | 22     | 15. Okt. 2009      | 20. Mai 2010       | 21. Sep. 2010      | 86           | 5,9 Mio.     | 26. Dez. 2010 | 6. März 2011  | 16. Feb. 2012 |
| 5 | 23     | 23. Sep. 2010      | 5. Mai 2011        | 29. Nov. 2011      | 106          | 5,3 Mio.     | 1. Okt. 2011  | 4. Feb. 2012  | 11. Apr. 2013 |
| 6 | 22     | 12. Jan. 2012      | 17. Mai 2012       | 11. Sep. 2012      | 130          | 4,6 Mio.     | 27. Aug. 2013 | 12. Feb. 2014 | 27. März 2014 |
| 7 | 13     | 4. Okt. 2012       | 31. Jan. 2013      | 7. Mai 2013        | 99           | 4,6 Mio.     | 20. Aug. 2015 | 21. Aug. 2015 | 19. Feb. 2015 |

## Staffel 1
Die Erstausstrahlung der ersten Staffel war vom 11. Oktober 2006 bis zum 26. April 2007 auf dem US-amerikanischen Sender NBC zu sehen. Die deutschsprachige Erstausstrahlung sendete der deutsche Pay-TV-Sender TNT Serie vom 1. Februar bis zum 12. April 2009.
| Nr. (ges.)                                                 | Nr. (St.) | Deutscher Titel                | Originaltitel         | Erstausstrahlung USA | Deutschsprachige Erstausstrahlung (D) | Regie              | Drehbuch                       |
| ---------------------------------------------------------- | --------- | ------------------------------ | --------------------- | -------------------- | ------------------------------------- | ------------------ | ------------------------------ |
| 1                                                          | 1         | Der Neue Boss                  | Pilot                 | 11. Okt. 2006        | 1. Feb. 2009                          | Adam Bernstein     | Tina Fey                       |
| 2                                                          | 2         | Die Wiedergutmachungs-Party    | The Aftermath         | 18. Okt. 2006        | 1. Feb. 2009                          | Adam Bernstein     | Tina Fey                       |
| 3                                                          | 3         | Blind Date                     | Blind Date            | 25. Okt. 2006        | 8. Feb. 2009                          | Adam Bernstein     | John Riggi                     |
| 4                                                          | 4         | Jack, der Autor                | Jack the Writer       | 1. Nov. 2006         | 8. Feb. 2009                          | Gail Mancuso       | Robert Carlock                 |
| 5                                                          | 5         | Jack, der Schauspieler         | Jack-Tor              | 16. Nov. 2006        | 15. Feb. 2009                         | Don Scardino       | Robert Carlock                 |
| 6                                                          | 6         | Rendezvous mit dem Rattenkönig | Jack Meets Dennis     | 30. Nov. 2006        | 15. Feb. 2009                         | Juan J. Campanella | Jack Burditt                   |
| 7                                                          | 7         | Tracy vs. Conan                | Tracy Does Conan      | 7. Dez. 2006         | 22. Feb. 2009                         | Adam Bernstein     | Tina Fey                       |
| Gaststar: Conan O’Brien                                    |           |                                |                       |                      |                                       |                    |                                |
| 8                                                          | 8         | Die Trennung                   | The Break-Up          | 14. Dez. 2006        | 22. Feb. 2009                         | Scott Ellis        | Dave Finkel & Brett Baer       |
| 9                                                          | 9         | Muttergefühle                  | The Baby Show         | 4. Jan. 2007         | 1. März 2009                          | Michael Engler     | Jack Burditt                   |
| 10                                                         | 10        | Zickenkrieg                    | The Rural Juror       | 11. Jan. 2007        | 1. März 2009                          | Beth McCarthy      | Matt Hubbard                   |
| 11                                                         | 11        | Verwandte Seelen               | The Head and the Hair | 18. Jan. 2007        | 8. März 2009                          | Gail Mancuso       | Tina Fey & John Riggi          |
| 12                                                         | 12        | Der Geburtstag des Prinzen     | Black Tie             | 1. Feb. 2007         | 8. März 2009                          | Don Scardino       | Kay Cannon & Tina Fey          |
| 13                                                         | 13        | Valentinsnacht                 | Up All Night          | 15. Feb. 2007        | 15. März 2009                         | Michael Engler     | Tina Fey                       |
| 14                                                         | 14        | Das F-Wort                     | The C Word            | 22. Feb. 2007        | 15. März 2009                         | Adam Bernstein     | Tina Fey                       |
| 15                                                         | 15        | Verhandlungssache              | Hardball              | 22. Feb. 2007        | 22. März 2009                         | Don Scardino       | Matt Hubbard                   |
| Gaststar: Chris Matthews                                   |           |                                |                       |                      |                                       |                    |                                |
| 16                                                         | 16        | Rassistin wider Willen         | The Source Awards     | 1. März 2007         | 22. März 2009                         | Don Scardino       | Robert Carlock & Daisy Gardner |
| Gastdarsteller: LL Cool J als Musikproduzent Ridikolus     |           |                                |                       |                      |                                       |                    |                                |
| 17                                                         | 17        | Der Kampf der Iren             | The Fighting Irish    | 8. März 2007         | 29. März 2009                         | Dennie Gordon      | Jack Burditt                   |
| Gastdarsteller: Nathan Lane als Jacks Bruder Eddie Donaghy |           |                                |                       |                      |                                       |                    |                                |
| 18                                                         | 18        | Feuerwerk                      | Fireworks             | 5. Apr. 2007         | 29. März 2009                         | Beth McCarthy      | Dave Finkel & Brett Baer       |
| 19                                                         | 19        | Männerfreundschaft             | Corporate Crush       | 12. Apr. 2007        | 5. Apr. 2009                          | Don Scardino       | John Riggi                     |
| 20                                                         | 20        | Oh, wie schön ist Cleveland    | Cleveland             | 19. Apr. 2007        | 5. Apr. 2009                          | Paul Feig          | Jack Burditt & Robert Carlock  |
| 21                                                         | 21        | Herzflattern                   | Hiatus                | 26. Apr. 2007        | 12. Apr. 2009                         | Don Scardino       | Tina Fey                       |

## Staffel 2
Die Erstausstrahlung der zweiten Staffel war vom 4. Oktober 2007 bis zum 8. Mai 2008 auf dem US-amerikanischen Sender NBC zu sehen. Die deutschsprachige Erstausstrahlung sendete der deutsche Pay-TV-Sender TNT Serie vom 12. April bis zum 31. Mai 2009.
| Nr. (ges.)                                                             | Nr. (St.) | Deutscher Titel                | Originaltitel         | Erstausstrahlung USA | Deutschsprachige Erstausstrahlung (D) | Regie                 | Drehbuch                       |
| ---------------------------------------------------------------------- | --------- | ------------------------------ | --------------------- | -------------------- | ------------------------------------- | --------------------- | ------------------------------ |
| 22                                                                     | 1         | Seinfeld Vision                | SeinfeldVision        | 4. Okt. 2007         | 12. Apr. 2009                         | Don Scardino          | Tina Fey                       |
| Gaststar: Jerry Seinfeld                                               |           |                                |                       |                      |                                       |                       |                                |
| 23                                                                     | 2         | Konkurrenzkampf                | Jack Gets in the Game | 11. Okt. 2007        | 19. Apr. 2009                         | Michael Engler        | Robert Carlock                 |
| 24                                                                     | 3         | Trennungsschmerz               | The Collection        | 18. Okt. 2007        | 19. Apr. 2009                         | Don Scardino          | Matt Hubbard                   |
| 25                                                                     | 4         | Rosemary’s Baby                | Rosemary’s Baby       | 25. Okt. 2007        | 26. Apr. 2009                         | Michael Engler        | Jack Burditt                   |
| Gastdarsteller: Carrie Fisher als Buchautorin Rosemary Howard          |           |                                |                       |                      |                                       |                       |                                |
| 26                                                                     | 5         | Greenzo, der Erdenretter       | Greenzo               | 8. Nov. 2007         | 26. Apr. 2009                         | Don Scardino          | Jon Pollack                    |
| Gastdarsteller: David Schwimmer als Greenzo / Jared                    |           |                                |                       |                      |                                       |                       |                                |
| 27                                                                     | 6         | Gegensätze ziehen sich aus     | Somebody to Love      | 15. Nov. 2007        | 3. Mai 2009                           | Beth McCarthy         | Tina Fey & Kay Cannon          |
| Gastdarsteller: Fred Armisen als Liz’ arabischer Nachbar Raheem Haddad |           |                                |                       |                      |                                       |                       |                                |
| 28                                                                     | 7         | Frischfleisch                  | Cougars               | 29. Nov. 2007        | 3. Mai 2009                           | Michael Engler        | John Riggi                     |
| 29                                                                     | 8         | Lügen und Geheimnisse          | Secrets and Lies      | 6. Dez. 2007         | 10. Mai 2009                          | Michael Engler        | Ron Weiner                     |
| 30                                                                     | 9         | Eine schrecklich nette Familie | Ludachristmas         | 13. Dez. 2007        | 10. Mai 2009                          | Don Scardino          | Tami Sagher                    |
| Gastdarsteller: Andy Richter als Liz’ Bruder Mitch Lemon               |           |                                |                       |                      |                                       |                       |                                |
| 31                                                                     | 10        | Man spricht deutsch            | Episode 210           | 10. Jan. 2008        | 17. Mai 2009                          | Richard Shepard       | Robert Carlock & Donald Glover |
| Gaststar: Gladys Knight                                                |           |                                |                       |                      |                                       |                       |                                |
| 32                                                                     | 11        | Insel der scharfen Mütter      | MILF Island           | 10. Apr. 2008        | 17. Mai 2009                          | Kevin Rodney Sullivan | Tina Fey & Matt Hubbard        |
| 33                                                                     | 12        | Der U-Bahn-Held                | Subway Hero           | 17. Apr. 2008        | 24. Mai 2009                          | Don Scardino          | Jack Burditt & Robert Carlock  |
| 34                                                                     | 13        | Karriereaussichten             | Succession            | 24. Apr. 2008        | 24. Mai 2009                          | Gail Mancuso          | Andrew Guest & John Riggi      |
| 35                                                                     | 14        | Sandwich-Tag                   | Sandwich Day          | 1. Mai 2008          | 31. Mai 2009                          | Don Scardino          | Robert Carlock & Jack Burditt  |
| 36                                                                     | 15        | Regierungsangelegenheiten      | Cooter                | 8. Mai 2008          | 31. Mai 2009                          | Don Scardino          | Tina Fey                       |
| Gastdarsteller: Matthew Broderick als Regierungsbeamter Cooter         |           |                                |                       |                      |                                       |                       |                                |

## Staffel 3
Die Erstausstrahlung der dritten Staffel war vom 30. Oktober 2008 bis zum 14. Mai 2009 auf dem US-amerikanischen Sender NBC zu sehen. Die deutschsprachige Erstausstrahlung sendete der deutsche Pay-TV-Sender TNT Serie vom 7. März bis zum 16. Mai 2010.
| Nr. (ges.) | Nr. (St.) | Deutscher Titel                     | Originaltitel                        | Erstausstrahlung USA | Deutschsprachige Erstausstrahlung (D) | Regie              | Drehbuch                      |
| --- | --------- | ----------------------------------- | ------------------------------------ | -------------------- | ------------------------------------- | ------------------ | ----------------------------- |
| 37 | 1         | Der Pfad der Tugend                 | Do-Over                              | 30. Okt. 2008        | 7. März 2010                          | Don Scardino       | Tina Fey                      |
| Gastdarsteller: Megan Mullally als Adoptionsvermittlerin Bev |           |                                     |                                      |                      |                                       |                    |                               |
| 38 | 2         | Lebenshilfe über den Wolken         | Believe in the Stars                 | 6. Nov. 2008         | 7. März 2010                          | Don Scardino       | Robert Carlock                |
| Gaststar: Oprah Winfrey |           |                                     |                                      |                      |                                       |                    |                               |
| 39 | 3         | Die verrückte Freundin              | The One with the Cast of Night Court | 13. Nov. 2008        | 14. März 2010                         | Gail Mancuso       | Jack Burditt                  |
| Gastdarsteller: Jennifer Aniston als Liz’ Collegefreundin Claire Harper |           |                                     |                                      |                      |                                       |                    |                               |
| 40 | 4         | Ein charmanter Hochstapler          | Gavin Volure                         | 20. Nov. 2008        | 14. März 2010                         | Gail Mancuso       | John Riggi                    |
| Gastdarsteller: Steve Martin als Jacks Geschäftsfreund Gavin Volure |           |                                     |                                      |                      |                                       |                    |                               |
| 41 | 5         | Klassentreffen                      | Reunion                              | 4. Dez. 2008         | 21. März 2010                         | Beth McCarthy      | Matt Hubbard                  |
| 42 | 6         | Weihnachtstrauma                    | Christmas Special                    | 11. Dez. 2008        | 21. März 2010                         | Don Scardino       | Kay Cannon & Tina Fey         |
| 43 | 7         | Senor Macho Solo                    | Señor Macho Solo                     | 8. Jan. 2009         | 28. März 2010                         | Beth McCarthy      | Ron Weiner                    |
| Gastdarsteller: Peter Dinklage als Liz’ Date Steward |           |                                     |                                      |                      |                                       |                    |                               |
| 44 | 8         | Grippe-Epidemie                     | Flu Shot                             | 15. Jan. 2009        | 28. März 2010                         | Don Scardino       | Jon Pollack                   |
| 45 | 9         | Freundschaftsdienst                 | Retreat to Move Forward              | 5. Feb. 2009         | 4. Apr. 2010                          | Steve Buscemi      | Tami Sagher                   |
| 46 | 10        | El Generalissimo                    | Generalissimo                        | 5. Feb. 2009         | 4. Apr. 2010                          | Todd Holland       | Robert Carlock                |
| 47 | 11        | Verabrede dich nie am Valentinstag! | St. Valentine’s Day                  | 12. Feb. 2009        | 11. Apr. 2010                         | Don Scardino       | Jack Burditt & Tina Fey       |
| 48 | 12        | Cash oder Liebe                     | Larry King                           | 26. Feb. 2009        | 11. Apr. 2010                         | Constantine Makris | Matt Hubbard                  |
| 49 | 13        | Lebewohl, mein Freund               | Goodbye, My Friend                   | 5. März 2009         | 18. Apr. 2010                         | John Riggi         | Ron Weiner                    |
| Gaststar: John Lithgow |           |                                     |                                      |                      |                                       |                    |                               |
| 50 | 14        | Hier kommt der „Funcooker“!         | The Funcooker                        | 12. März 2009        | 18. Apr. 2010                         | Ken Whittingham    | Donald Glover & Tom Ceraulo   |
| 51 | 15        | Der schöne Schein                   | The Bubble                           | 19. März 2009        | 25. Apr. 2010                         | Tricia Brock       | Tina Fey                      |
| Gaststar: Calvin Klein |           |                                     |                                      |                      |                                       |                    |                               |
| 52 | 16        | Apollo, Apollo                      | Apollo, Apollo                       | 26. März 2009        | 25. Apr. 2010                         | Millicent Shelton  | Robert Carlock                |
| 53 | 17        | Sparmaßnahmen                       | Cutbacks                             | 9. Apr. 2009         | 2. Mai 2010                           | Gail Mancuso       | Matt Hubbard                  |
| Gastdarsteller: Roger Bart als Jacks Geschäftsfreund Brad Halster |           |                                     |                                      |                      |                                       |                    |                               |
| 54 | 18        | Der Club der schlagenden Hausfrauen | Jackie Jormp-Jomp                    | 16. Apr. 2009        | 2. Mai 2010                           | Don Scardino       | Kay Cannon & Tracey Wigfield  |
| 55 | 19        | Die eine und sonst keine            | The Ones                             | 23. Apr. 2009        | 9. Mai 2010                           | Beth McCarthy      | Jack Burditt                  |
| 56 | 20        | Die natürliche Ordnung              | The Natural Order                    | 30. Apr. 2009        | 9. Mai 2010                           | Scott Ellis        | John Riggi & Tina Fey         |
| 57 | 21        | Mamma mia                           | Mamma Mia                            | 7. Mai 2009          | 16. Mai 2010                          | Don Scardino       | Ron Weiner                    |
| 58 | 22        | Konzert für eine Niere              | Kidney Now!                          | 14. Mai 2009         | 16. Mai 2010                          | Don Scardino       | Jack Burditt & Robert Carlock |
| Gastdarsteller: Donald Glover als Absolvent an Tracys ehemaliger High School Musikalische Gaststars: Elvis Costello, Mary J. Blige, Sheryl Crow, Clay Aiken, Adam Levine, Ad-Rock und Mike D von den Beastie Boys, Michael McDonald, Rhett Miller, Wyclef Jean, Steve Earle, Moby, Cyndi Lauper, Sara Bareilles, Robert Randolph, Rachel Yamagata, Talib Kweli und Norah Jones. |           |                                     |                                      |                      |                                       |                    |                               |

## Staffel 4
Die Erstausstrahlung der vierten Staffel war vom 15. Oktober 2009 bis zum 20. Mai 2010 auf dem US-amerikanischen Sender NBC zu sehen. Die deutschsprachige Erstausstrahlung sendete der deutsche Pay-TV-Sender TNT Serie vom 26. Dezember 2010 bis zum 6. März 2011.
| Nr. (ges.)                                                                            | Nr. (St.) | Deutscher Titel                              | Originaltitel                    | Erstausstrahlung USA | Deutschsprachige Erstausstrahlung (D) | Regie                | Drehbuch                               |
| ------------------------------------------------------------------------------------- | --------- | -------------------------------------------- | -------------------------------- | -------------------- | ------------------------------------- | -------------------- | -------------------------------------- |
| 59                                                                                    | 1         | Pagenstreik                                  | Season 4                         | 15. Okt. 2009        | 26. Dez. 2010                         | Don Scardino         | Tina Fey                               |
| 60                                                                                    | 2         | In die Gletscherspalte                       | Into the Crevasse                | 22. Okt. 2009        | 26. Dez. 2010                         | Beth McCarthy Miller | Robert Carlock                         |
| 61                                                                                    | 3         | Unterwegs nach Stone Mountain                | Stone Mountain                   | 29. Okt. 2009        | 2. Jan. 2011                          | Don Scardino         | John Riggi                             |
| Gastauftritte: Betty White, Jimmy Fallon sowie Jeff Dunham als Bauchredner Rick Wayne |           |                                              |                                  |                      |                                       |                      |                                        |
| 62                                                                                    | 4         | Das große Casting                            | Audition Day                     | 5. Nov. 2009         | 2. Jan. 2011                          | Beth McCarthy Miller | Matt Hubbard                           |
| 63                                                                                    | 5         | Die Problemlöser                             | The Problem Solvers              | 12. Nov. 2009        | 9. Jan. 2011                          | John Riggi           | Ron Weiner                             |
| Gaststar: Padma Lakshmi                                                               |           |                                              |                                  |                      |                                       |                      |                                        |
| 64                                                                                    | 6         | Wie werde ich meinen Nachbarn los?           | Sun Tea                          | 9. Nov. 2009         | 9. Jan. 2011                          | Gail Mancuso         | Josh Siegal & Dylan Morgan             |
| 65                                                                                    | 7         | Das doppelte Lizchen                         | Dealbreakers Talk Show #0001     | 3. Dez. 2009         | 16. Jan. 2011                         | Don Scardino         | Kay Cannon                             |
| 66                                                                                    | 8         | Frohes Merlinpeen, Kenneth!                  | Secret Santa                     | 10. Dez. 2009        | 16. Jan. 2011                         | Beth McCarthy Miller | Tina Fey                               |
| 67                                                                                    | 9         | Klaus und Greta                              | Klaus And Greta                  | 14. Jan. 2010        | 23. Jan. 2011                         | Gail Mancuso         | Robert Carlock                         |
| Gaststar: James Franco                                                                |           |                                              |                                  |                      |                                       |                      |                                        |
| 68                                                                                    | 10        | Schwarzlichtattacke!                         | Black Light Attack!              | 14. Jan. 2010        | 23. Jan. 2011                         | Don Scardino         | Steve Hely                             |
| 69                                                                                    | 11        | Betriebsausflug                              | Winter Madness                   | 21. Jan. 2010        | 30. Jan. 2011                         | Beth McCarthy Miller | Vali Chandrasekaran & Tom Ceraulo      |
| 70                                                                                    | 12        | Meine liebe Rabenmutter                      | Verna                            | 9. Feb. 2010         | 30. Jan. 2011                         | Don Scardino         | Ron Weiner                             |
| 71                                                                                    | 13        | Wurzelbehandlung am Valentinstag             | Anna Howard Shaw Day             | 11. Feb. 2010        | 6. Feb. 2011                          | Ken Whittingham      | Matt Hubbard                           |
| Gaststar: Jon Bon Jovi                                                                |           |                                              |                                  |                      |                                       |                      |                                        |
| 72                                                                                    | 14        | Der zukünftige Ehemann                       | Future Husband                   | 11. März 2010        | 6. Feb. 2011                          | Don Scardino         | Tracey Wigfield & Jon Haller           |
| 73                                                                                    | 15        | Die neue Geschäftsidee                       | Don Geiss, America and Hope      | 13. März 2010        | 13. Feb. 2011                         | Stephen Lee Davis    | Jack Burditt & Tracey Wigfield         |
| 74                                                                                    | 16        | Floyd                                        | Floyd                            | 25. März 2010        | 13. Feb. 2011                         | Millicent Shelton    | Paula Pell                             |
| 75                                                                                    | 17        | Dreiecksbeziehung                            | Lee Marvin Vs. Derek Jeter       | 22. Apr. 2010        | 20. Feb. 2011                         | Don Scardino         | Kay Cannon & Tina Fey                  |
| 76                                                                                    | 18        | Das Hausmeister-Problem                      | Khonani                          | 22. Apr. 2010        | 20. Feb. 2011                         | Beth McCarthy Miller | Vali Chandrasekaran                    |
| 77                                                                                    | 19        | Ein Pfau namens Argus                        | Argus                            | 29. Apr. 2010        | 27. Feb. 2011                         | Jeff Richmond        | Josh Siegal, Dylan Morgan & Paula Pell |
| 78                                                                                    | 20        | Mütterliche Ratschläge                       | The Moms                         | 6. Mai 2010          | 27. Feb. 2011                         | John Riggi           | Kay Cannon & Robert Carlock            |
| 79                                                                                    | 21        | Liz und die Verflossenen                     | Emmanuelle Goes to Dinosaur Land | 13. Mai 2010         | 6. März 2011                          | Beth McCarthy Miller | Matt Hubbard                           |
| 80                                                                                    | 22        | Drei Hochzeiten und ein Schwangerschaftsfall | I Do Do                          | 20. Mai 2010         | 6. März 2011                          | Don Scardino         | Tina Fey                               |
| Gastdarsteller: Matt Damon als Pilot Carol Burnett                                    |           |                                              |                                  |                      |                                       |                      |                                        |

## Staffel 5
Die Erstausstrahlung der fünften Staffel war vom 23. September 2010 bis zum 5. Mai 2011 auf dem US-amerikanischen Sender NBC zu sehen. Die deutschsprachige Erstausstrahlung erfolgte von dem 1. Oktober 2011 bis zum 4. Februar 2012 auf dem Schweizer Free-TV-Sender SRF zwei.
| Nr. (ges.) | Nr. (St.) | Deutscher Titel                        | Originaltitel                        | Erstausstrahlung USA | Deutschsprachige Erstausstrahlung (CH) | Regie                | Drehbuch                                |
| ---------- | --------- | -------------------------------------- | ------------------------------------ | -------------------- | -------------------------------------- | -------------------- | --------------------------------------- |
| 81         | 1         | Die Fabius-Strategie                   | The Fabian Strategy                  | 23. Sep. 2010        | 1. Okt. 2011                           | Beth McCarthy-Miller | Tina Fey                                |
| 82         | 2         | Wenn’s kommt, dann kommt’s richtig!    | When It Rains, It Pours              | 30. Sep. 2010        | 1. Okt. 2011                           | Don Scardino         | Robert Carlock                          |
| 83         | 3         | Verfechter der Vielfalt                | Let’s Stay Together                  | 7. Okt. 2010         | 8. Okt. 2011                           | John Riggi           | Jack Burditt                            |
| 84         | 4         | Live Show                              | Live Show                            | 14. Okt. 2010        | 8. Okt. 2011                           | Beth McCarthy-Miller | Robert Carlock & Tina Fey               |
| 85         | 5         | Der Meister des Reaganing              | Reaganing                            | 21. Okt. 2010        | 15. Okt. 2011                          | Todd Holland         | Matt Hubbard                            |
| 86         | 6         | Ehepause                               | Gentleman’s Intermission             | 4. Nov. 2010         | 15. Okt. 2011                          | Don Scardino         | John Riggi                              |
| 87         | 7         | Der Gegenkandidat                      | Brooklyn Without Limits              | 11. Nov. 2010        | 22. Okt. 2011                          | Michael Engler       | Ron Weiner                              |
| 88         | 8         | Die gute alte Zeit                     | College                              | 18. Nov. 2010        | 22. Okt. 2011                          | Don Scardino         | Josh Siegal & Dylan Morgan              |
| 89         | 9         | Ich bin ein Protein                    | Chain Reaction Of Mental Anguish     | 2. Dez. 2010         | 29. Okt. 2011                          | Ken Whittingham      | Kay Cannon                              |
| 90         | 10        | Mentaliz in der Angriffszone           | Christmas Attack Zone                | 9. Dez. 2010         | 29. Okt. 2011                          | John Riggi           | Tracey Wigfield                         |
| 91         | 11        | Scheidungskrieg                        | Mrs. Donaghy                         | 20. Jan. 2011        | 12. Nov. 2011                          | Tricia Brock         | Jack Burditt                            |
| 92         | 12        | Von einer Katastrophe in die nächste   | Operation Righteous Cowboy Lightning | 27. Jan. 2011        | 12. Nov. 2011                          | Beth McCarthy-Miller | Robert Carlock                          |
| 93         | 13        | Der Schwangerschaftsgefallen           | ¡Qué Sorpresa!                       | 3. Feb. 2011         | 3. Dez. 2011                           | John Riggi           | Matt Hubbard                            |
| 94         | 14        | Das zweischneidige Schwert             | Double Edged Sword                   | 10. Feb. 2011        | 3. Dez. 2011                           | Don Scardino         | Kay Cannon & Tom Ceraulo                |
| 95         | 15        | Vom Glück einer alten Jungfer          | It’s Never Too Late for Now          | 17. Feb. 2011        | 14. Jan. 2012                          | John Riggi           | Vali Chandrasekaran                     |
| 96         | 16        | TGS hasst Frauen                       | TGS Hates Women                      | 24. Feb. 2011        | 14. Jan. 2012                          | Beth McCarthy-Miller | Ron Weiner                              |
| 97         | 17        | Das Leben ist eine Dokusoap            | Queen of Jordan                      | 17. März 2011        | 21. Jan. 2012                          | Ken Whittingham      | Tracey Wigfield                         |
| 98         | 18        | Zwangspause                            | Plan B                               | 24. März 2011        | 21. Jan. 2012                          | Jeff Richmond        | Josh Siegal & Dylan Morgan              |
| 99         | 19        | Wo ist Tracy?                          | I Heart Connecticut                  | 14. Apr. 2011        | 28. Jan. 2012                          | Stephen Lee Davis    | Vali Chandrasekaran & Jon Haller        |
| 100        | 20        | Die 100. Folge – Teil 1                | 100th Episode (1)                    | 21. Apr. 2011        | 28. Jan. 2012                          | Don Scardino         | Jack Burditt, Robert Carlock & Tina Fey |
| 101        | 21        | Die 100. Folge – Teil 2                | 100th Episode (2)                    | 21. Apr. 2011        | 28. Jan. 2012                          | Don Scardino         | Jack Burditt, Robert Carlock & Tina Fey |
| 102        | 22        | Heisse Blondinen an merkwürdigen Orten | Everything Sunny All the Time Always | 28. Apr. 2011        | 4. Feb. 2012                           | John Riggi           | Kay Cannon & Matt Hubbard               |
| 103        | 23        | Traumurlaub                            | Respawn                              | 5. Mai 2011          | 4. Feb. 2012                           | Don Scardino         | Hannibal Buress & Ron Weiner            |

## Staffel 6
Am 15. November 2010 verlängerte NBC 30 Rock frühzeitig um eine sechste Staffel, deren Ausstrahlung vom 12. Januar 2012 bis zum 17. Mai 2012 zu sehen war. Die deutschsprachige Erstausstrahlung sendete der deutsche Free-TV-Sender ZDFneo vom 27. August 2013 bis zum 12. Februar 2014.
| Nr. (ges.) | Nr. (St.) | Deutscher Titel                                             | Originaltitel                                         | Erstausstrahlung USA | Deutschsprachige Erstausstrahlung (D) | Regie                | Drehbuch                             |
| ---------- | --------- | ----------------------------------------------------------- | ----------------------------------------------------- | -------------------- | ------------------------------------- | -------------------- | ------------------------------------ |
| 104        | 1         | Wie ausgewechselt                                           | Dance Like Nobody’s Watching                          | 12. Jan. 2012        | 27. Aug. 2013                         | John Riggi           | Tina Fey & Tracey Wigfield           |
| 105        | 2         | Aufstand der Idioten – Teil 1                               | Idiots Are People Two!                                | 19. Jan. 2012        | 3. Sep. 2013                          | Beth McCarthy-Miller | Robert Carlock                       |
| 106        | 3         | Aufstand der Idioten – Teil 2                               | Idiots Are People Three!                              | 26. Jan. 2012        | 10. Sep. 2013                         | Beth McCarthy-Miller | Robert Carlock                       |
| 107        | 4         | Neue beste Freunde                                          | The Ballad of Kenneth Parcell                         | 26. Jan. 2012        | 17. Sep. 2013                         | Jeff Richmond        | Matt Hubbard                         |
| 108        | 5         | Duell der Verhandler                                        | Today You Are a Man                                   | 2. Feb. 2012         | 24. Sep. 2013                         | Jeff Richmond        | Ron Weiner                           |
| 109        | 6         | Bis dass IKEA uns scheide – Teil 1                          | Hey, Baby, What’s Wrong (1)                           | 9. Feb. 2012         | 1. Okt. 2013                          | Michael Engler       | Kay Cannon                           |
| 110        | 7         | Bis dass IKEA uns scheide – Teil 2                          | Hey, Baby, What’s Wrong (2)                           | 9. Feb. 2012         | 8. Okt. 2013                          | Michael Engler       | Kay Cannon                           |
| 111        | 8         | Jackman Begins                                              | The Tuxedo Begins                                     | 16. Feb. 2012        | 15. Okt. 2013                         | John Riggi           | Dylan Morgan & Josh Siegal           |
| 112        | 9         | Schalttag                                                   | Leap Day                                              | 23. Feb. 2012        | 22. Okt. 2013                         | Steve Buscemi        | Luke Del Tredici                     |
| 113        | 10        | Alexis Goodlooking und der Fall des verschwundenen Whiskeys | Alexis Goodlooking and the Case of the Missing Whisky | 1. März 2012         | 29. Okt. 2013                         | Michael Slovis       | John Riggi                           |
| 114        | 11        | Unfreiwillige Selbstkontrolle                               | Standards and Practices                               | 8. März 2012         | 6. Nov. 2013                          | Beth McCarthy-Miller | Vali Chandrasekaran                  |
| 115        | 12        | Iren sind menschlich                                        | St. Patrick’s Day                                     | 15. März 2012        | 13. Nov. 2013                         | John Riggi           | Colleen McGuinness                   |
| 116        | 13        | Großmentor                                                  | Grandmentor                                           | 22. März 2012        | 20. Nov. 2013                         | Beth McCarthy-Miller | Sam Means                            |
| 117        | 14        | Der Blocker                                                 | Kidnapped by Danger                                   | 22. März 2012        | 27. Nov. 2013                         | Claire Cowperthwaite | Tina Fey                             |
| 118        | 15        | Das Duschprinzip                                            | The Shower Principle                                  | 29. März 2012        | 4. Dez. 2013                          | Stephen Lee Davis    | Tom Ceraulo                          |
| 119        | 16        | Der Geruch meines Vaters                                    | Nothing Left to Lose                                  | 5. Apr. 2012         | 11. Dez. 2013                         | John Riggi           | Lauren Gurganous & Nina Pedrad       |
| 120        | 17        | Auftritt für die Woggels                                    | Meet the Woggels!                                     | 12. Apr. 2012        | 8. Jan. 2014                          | Linda Mendoza        | Ron Weiner                           |
| 121        | 18        | Eine Couch für Amerika                                      | Murphy Brown Lied to Us                               | 19. Apr. 2012        | 15. Jan. 2014                         | John Riggi           | Robert Carlock & Vali Chandrasekaran |
| 122        | 19        | Die letzte Liveshow                                         | Live From Studio 6H                                   | 26. Apr. 2012        | 22. Jan. 2014                         | Beth McCarthy Miller | Jack Burditt & Tina Fey              |
| 123        | 20        | Queen of Jordan 2: Das Geheimnis des Phantompupsers         | Queen of Jordan 2: Mystery of the Phantom Pooper      | 3. Mai 2012          | 29. Jan. 2014                         | Ken Whittingham      | Luke Del Tredici & Tracey Wigfield   |
| 124        | 21        | Die Rückkehr der Avery Jessup                               | The Return of Avery Jessup                            | 10. Mai 2012         | 5. Feb. 2014                          | John Riggi           | Dylan Morgan & Josh Siegal           |
| 125        | 22        | Das zweite Eheversprechen                                   | What Will Happen to the Gang Next Year?               | 17. Mai 2012         | 12. Feb. 2014                         | Michael Engler       | Matt Hubbard                         |

## Staffel 7
Die Erstausstrahlung der siebten Staffel und letzten Staffel war vom 4. Oktober 2012 bis zum 31. Januar 2013 auf dem US-amerikanischen Sender NBC zu sehen. Die deutschsprachige Erstausstrahlung sendete der deutsche Free-TV-Sender ZDFneo in der Nacht vom 20. auf den 21. August 2015.
| Nr. (ges.) | Nr. (St.) | Deutscher Titel                | Originaltitel                  | Erstausstrahlung USA | Deutschsprachige Erstausstrahlung (D) | Regie                | Drehbuch                          |
| ---------- | --------- | ------------------------------ | ------------------------------ | -------------------- | ------------------------------------- | -------------------- | --------------------------------- |
| 126        | 1         | Gegen die Wand                 | The Beginning of the End       | 4. Okt. 2012         | 20. Aug. 2015                         | Don Scardino         | Jack Burditt                      |
| 127        | 2         | Ein Gouverneur zum Totlachen   | Governor Dunston               | 11. Okt. 2012        | 21. Aug. 2015                         | Robert Carlock       | Robert Carlock                    |
| 128        | 3         | Frauen sind witzig!            | Stride of Pride                | 18. Okt. 2012        | 21. Aug. 2015                         | Michael Engler       | Tina Fey                          |
| 129        | 4         | Die Göttin der Schwachköpfe    | Unwindulax                     | 25. Okt. 2012        | 21. Aug. 2015                         | James E. Sheridan    | Matt Hubbard                      |
| 130        | 5         | Wahltag für Jenna              | There’s No I in America        | 31. Okt. 2012        | 21. Aug. 2015                         | John Riggi           | Josh Siegal & Dylan Morgan        |
| 131        | 6         | Tante Phatso und der Fiesling  | Aunt Phatso vs. Jack Donaghy   | 15. Nov. 2012        | 21. Aug. 2015                         | Don Scardino         | Luke Del Tredici                  |
| 132        | 7         | Ehe, wem Ehe gebührt           | Mazel Tov, Dummies!            | 29. Nov. 2012        | 21. Aug. 2015                         | Beth McCarthy-Miller | Tracey Wigfield                   |
| 133        | 8         | Überraschungshochzeit          | My Whole Life Is Thunder       | 6. Dez. 2012         | 21. Aug. 2015                         | Linda Mendoza        | Jack Burditt & Colleen McGuinness |
| 134        | 9         | Blutfehde mit einer Teenagerin | Game Over                      | 10. Jan. 2013        | 21. Aug. 2015                         | Ken Whittingham      | Robert Carlock & Sam Means        |
| 135        | 10        | Auf der Suche nach dem Glück   | Florida                        | 17. Jan. 2013        | 21. Aug. 2015                         | Claire Cowperthwaite | Tom Ceraulo & Matt Hubbard        |
| 136        | 11        | Rettet die Show!               | A Goon's Deed in a Weary World | 24. Jan. 2013        | 21. Aug. 2015                         | Jeff Richmond        | Lang Fisher & Nina Pedrad         |
| 137        | 12        | Firlefug!                      | Hogcock!                       | 31. Jan. 2013        | 21. Aug. 2015                         | Beth McCarthy-Miller | Jack Burditt & Robert Carlock     |
| 138        | 13        | Die letzte Sendung             | Last Lunch                     | 31. Jan. 2013        | 21. Aug. 2015                         | Beth McCarthy-Miller | Tina Fey & Tracey Wigfield        |

## Special
Am 16. Juli 2020 wurde als 139. Folge „A One-Time Special“ auf NBC ausgestrahlt, das aus Videokonferenzen der Besetzung (bedingt durch die Covid-19-Pandemie) besteht und viel Werbung für Angebote des Senders in die Gespräche einbaut.